# روبرت ريتشارد هال
روبرت ريتشارد هال هو سياسي كندي، ولد في 10 ديسمبر 1865 في كندا، وتوفي في 8 أبريل 1938. حزبياً، نشط في الحزب الليبرالي الكندي. وقد انتخب عضو مجلس العموم الكندي.